# Temporada 2014 del Campeonato Mundial de Turismos

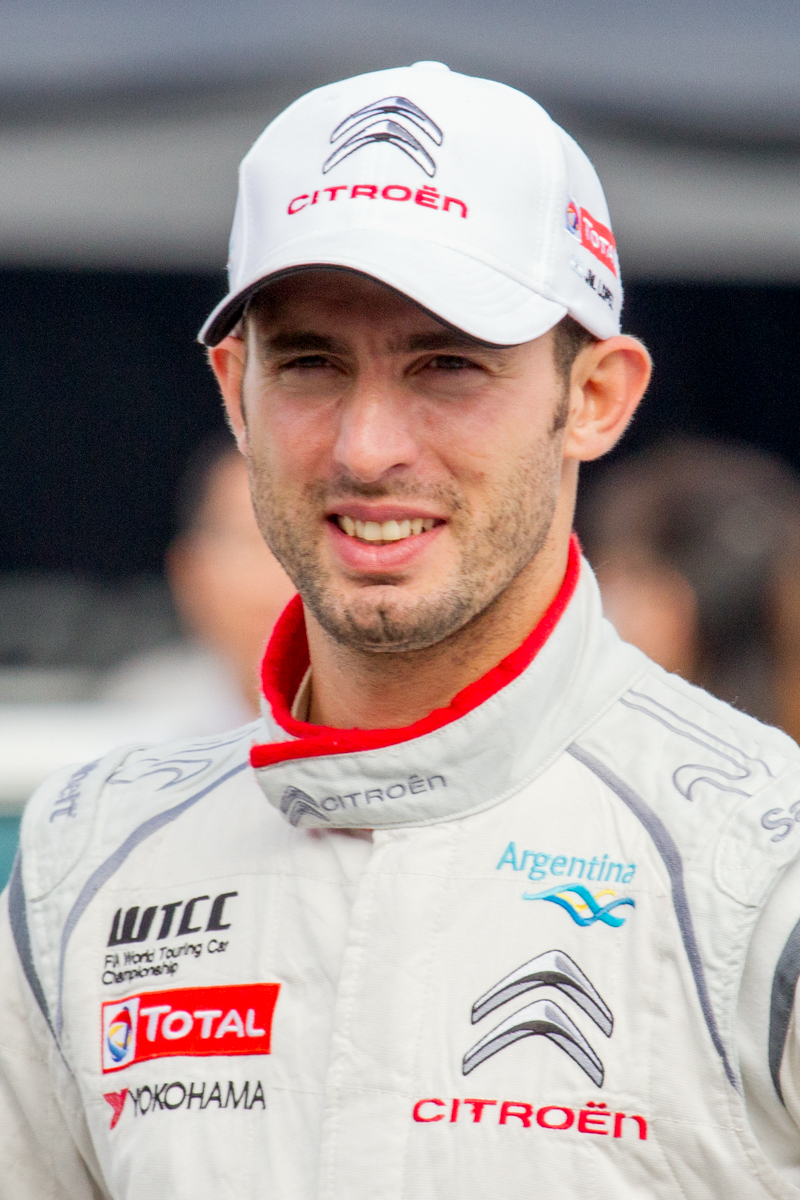
José María López es el campeón de la categoría, con diez victorias y 17 podios en 23 carreras.

La temporada 2014 del Campeonato Mundial de Turismos fue la décima edición de dicho campeonato. Constó de 24 carreras, empezando en Marruecos en el Circuito Urbano de Marrakech el 13 de abril y finalizando con el Gran Premio de Macao en el Circuito da Guia el 16 de noviembre.
Las regulaciones técnicas de los autos cambiaron para la temporada 2014.

## Equipos y pilotos
| Equipo                               | Automóvil               | N.º               | Pilotos              | Rondas            |
| Equipos oficiales                    | Equipos oficiales       | Equipos oficiales | Equipos oficiales    | Equipos oficiales |
| ------------------------------------ | ----------------------- | ----------------- | -------------------- | ----------------- |
| Citroën Total WTCC                   | Citroën C-Elysée WTCC   | 1                 | Yvan Muller          | Todas             |
| Citroën Total WTCC                   | Citroën C-Elysée WTCC   | 9                 | Sébastien Loeb       | Todas             |
| Citroën Total WTCC                   | Citroën C-Elysée WTCC   | 33                | Ma Qing Hua          | 6-7, 9-10, 12     |
| Citroën Total WTCC                   | Citroën C-Elysée WTCC   | 37                | José María López     | Todas             |
| Castrol Honda World Touring Car Team | Honda Civic WTCC        | 2                 | Gabriele Tarquini    | Todas             |
| Castrol Honda World Touring Car Team | Honda Civic WTCC        | 18                | Tiago Monteiro       | Todas             |
| Lada Sport Lukoil Lada Sport         | Lada Granta 1.6T        | 11                | James Thompson       | Todas             |
| Lada Sport Lukoil Lada Sport         | Lada Granta 1.6T        | 12                | Robert Huff          | Todas             |
| Lada Sport Lukoil Lada Sport         | Lada Granta 1.6T        | 14                | Mikhail Kozlovskiy   | Todas             |
| Equipos independientes               |                         |                   |                      |                   |
| ROAL Motorsport                      | Chevrolet RML Cruze TC1 | 3                 | Tom Chilton          | Todas             |
| ROAL Motorsport                      | Chevrolet RML Cruze TC1 | 4                 | Tom Coronel          | Todas             |
| Zengő Motorsport                     | Honda Civic WTCC        | 5                 | Norbert Michelisz    | Todas             |
| Campos Racing                        | Chevrolet RML Cruze TC1 | 7                 | Hugo Valente         | Todas             |
| Campos Racing                        | Chevrolet RML Cruze TC1 | 74                | Pepe Oriola          | 12                |
| Campos Racing                        | Chevrolet RML Cruze TC1 | 98                | Dušan Borković       | 1-11              |
| Todas-INKL.COM Münnich Motorsport    | Chevrolet RML Cruze TC1 | 10                | Gianni Morbidelli    | Todas             |
| Todas-INKL.COM Münnich Motorsport    | Chevrolet RML Cruze TC1 | 77                | René Münnich         | Todas             |
| Proteam Racing                       | Honda Civic WTCC        | 25                | Mehdi Bennani        | Todas             |
| TC2                                  |                         |                   |                      |                   |
| Liqui Moly Team Engstler             | BMW 320 TC              | 6                 | Franz Engstler       | Todas             |
| Liqui Moly Team Engstler             | BMW 320 TC              | 8                 | Pasquale Di Sabatino | 1–7               |
| Liqui Moly Team Engstler             | BMW 320 TC              | 15                | Camilo Echevarría    | 8                 |
| Liqui Moly Team Engstler             | BMW 320 TC              | 26                | Felipe De Souza      | 9–12              |
| Campos Racing                        | SEAT León WTCC          | 19                | Henry Kwong          | 11–12             |
| Campos Racing                        | SEAT León WTCC          | 22                | Petr Fulín           | 1, 4              |
| Campos Racing                        | SEAT León WTCC          | 27                | John Filippi         | Todas             |
| Campos Racing                        | SEAT León WTCC          | 38                | William Lok          | 10, 12            |
| Campos Racing                        | SEAT León WTCC          | 50                | Nikita Misiulia      | 6                 |
| Campos Racing                        | SEAT León WTCC          | 55                | Norbert Nagy         | 7                 |
| Campos Racing                        | SEAT León WTCC          | 80                | Michael Soong        | 9                 |
| RPM Racing Team                      | BMW 320 TC              | 44                | Mak Ka Lok           | 12                |
| NIKA Racing                          | Honda Civic WTCC        | 99                | Yukinori Taniguchi   | 3                 |

## Calendario
| Ronda | Carrera | Nombre de la carrera  | Circuito                       | Fecha           |
| ----- | ------- | --------------------- | ------------------------------ | --------------- |
| 1     | 1       | Carrera de Marruecos  | Circuito Urbano de Marrakech   | 13 de abril     |
| 1     | 2       | Carrera de Marruecos  | Circuito Urbano de Marrakech   | 13 de abril     |
| 2     | 3       | Carrera de Francia    | Circuito Paul Ricard           | 20 de abril     |
| 2     | 4       | Carrera de Francia    | Circuito Paul Ricard           | 20 de abril     |
| 3     | 5       | Carrera de Hungría    | Hungaroring                    | 4 de mayo       |
| 3     | 6       | Carrera de Hungría    | Hungaroring                    | 4 de mayo       |
| 4     | 7       | Carrera de Eslovaquia | Slovakia Ring                  | 11 de mayo      |
| 4     | 8       | Carrera de Eslovaquia | Slovakia Ring                  | 11 de mayo      |
| 5     | 9       | Carrera de Austria    | Salzburgring                   | 25 de mayo      |
| 5     | 10      | Carrera de Austria    | Salzburgring                   | 25 de mayo      |
| 6     | 11      | Carrera de Rusia      | Moscow Raceway                 | 8 de junio      |
| 6     | 12      | Carrera de Rusia      | Moscow Raceway                 | 8 de junio      |
| 7     | 13      | Carrera de Bélgica    | Circuito de Spa-Francorchamps  | 22 de junio     |
| 7     | 14      | Carrera de Bélgica    | Circuito de Spa-Francorchamps  | 22 de junio     |
| 8     | 15      | Carrera de Argentina  | Autódromo Termas de Río Hondo  | 3 de agosto     |
| 8     | 16      | Carrera de Argentina  | Autódromo Termas de Río Hondo  | 3 de agosto     |
| 9     | 17      | Carrera de Pekín      | Circuito Goldenport Park       | 5 de octubre    |
| 9     | 18      | Carrera de Pekín      | Circuito Goldenport Park       | 5 de octubre    |
| 10    | 19      | Carrera de Shanghái   | Shanghai International Circuit | 12 de octubre   |
| 10    | 20      | Carrera de Shanghái   | Shanghai International Circuit | 12 de octubre   |
| 11    | 21      | Carrera de Japón      | Suzuka Circuit                 | 26 de octubre   |
| 11    | 22      | Carrera de Japón      | Suzuka Circuit                 | 26 de octubre   |
| 12    | 23      | Carrera de Guia Macao | Circuito da Guia               | 16 de noviembre |
| 12    | 24      | Carrera de Guia Macao | Circuito da Guia               | 16 de noviembre |

## Resultados

### Carreras
| Carrera | Nombre de carrera          | Pole Position     | Vuelta rápida     | Piloto ganador    | Equipo ganador          | Fabricante ganador |                   |
| ------- | -------------------------- | ----------------- | ----------------- | ----------------- | ----------------------- | ------------------ | ----------------- |
| 1       | Carrera de Marruecos       | José María López  | Sébastien Loeb    | José María López  | Citroën Total WTCC      | Citroën            |                   |
| 2       | Carrera de Marruecos       |                   | José María López  | Sébastien Loeb    | Citroën Total WTCC      | Citroën            |                   |
| 3       | Carrera de Francia         | Yvan Muller       | Yvan Muller       | Yvan Muller       | Citroën Total WTCC      | Citroën            |                   |
| 4       | Carrera de Francia         |                   | José María López  | José María López  | Citroën Total WTCC      | Citroën            |                   |
| 5       | Carrera de Hungría         | Yvan Muller       | Yvan Muller       | Yvan Muller       | Citroën Total WTCC      | Citroën            |                   |
| 6       | Carrera de Hungría         |                   | Tiago Monteiro    | Gianni Morbidelli | Münnich Motorsport      | Chevrolet          |                   |
| 7       | Carrera de Eslovaquia      | José María López  | Sébastien Loeb    | Sébastien Loeb    | Citroën Total WTCC      | Citroën            |                   |
| 8       | Carrera de Eslovaquia      | Carrera cancelada | Carrera cancelada | Carrera cancelada | Carrera cancelada       | Carrera cancelada  | Carrera cancelada |
| 9       | Carrera de Austria         | Gianni Morbidelli | José María López  | Yvan Muller       | Citroën Total WTCC      | Citroën            |                   |
| 10      | Carrera de Austria         |                   | José María López  | José María López  | Citroën Total WTCC      | Citroën            |                   |
| 11      | Carrera de Rusia           | José María López  | José María López  | José María López  | Citroën Total WTCC      | Citroën            |                   |
| 12      | Carrera de Rusia           |                   | Hugo Valente      | Ma Qing Hua       | Citroën Total WTCC      | Citroën            |                   |
| 13      | Carrera de Bélgica         | Yvan Muller       | Yvan Muller       | Yvan Muller       | Citroën Total WTCC      | Citroën            |                   |
| 14      | Carrera de Bélgica         |                   | José María López  | José María López  | Citroën Total WTCC      | Citroën            |                   |
| 15      | Carrera de Argentina       | José María López  | José María López  | José María López  | Citroën Total WTCC      | Citroën            |                   |
| 16      | Carrera de Argentina       |                   | José María López  | José María López  | Citroën Total WTCC      | Citroën            |                   |
| 17      | Carrera de Pekín, China    | Tom Chilton       | Tom Chilton       | Tom Chilton       | ROAL Motorsport         | Chevrolet          |                   |
| 18      | Carrera de Pekín, China    |                   | José María López  | Robert Huff       | Lada Sport              | Lada               |                   |
| 19      | Carrera de Shanghái, China | José María López  | Ma Qing Hua       | José María López  | Citroën Total WTCC      | Citroën            |                   |
| 20      | Carrera de Shanghái, China |                   | Gabriele Tarquini | Mehdi Bennani     | Proteam Racing          | Honda              |                   |
| 21      | Carrera de Japón           | José María López  | José María López  | José María López  | Citroën Total WTCC      | Citroën            |                   |
| 22      | Carrera de Japón           |                   | Gabriele Tarquini | Gabriele Tarquini | Castrol Honda WTCC Team | Honda              |                   |
| 23      | Carrera Guia de Macao      | José María López  | José María López  | José María López  | Citroën Total WTCC      | Citroën            |                   |
| 24      | Carrera Guia de Macao      |                   | Robert Huff       | Robert Huff       | Lada Sport              | Lada               |                   |

### Campeonato de Pilotos
| Pos. | Piloto               | MAR | MAR | FRA | FRA | HUN | HUN | ESQ | ESQ | AUT | AUT | RUS | RUS | BEL | BEL | ARG | ARG | CHN1 | CHN1 | CHN2 | CHN2 | JPN  | JPN | MAC | MAC | Puntos |
| ---- | -------------------- | --- | --- | --- | --- | --- | --- | --- | --- | --- | --- | --- | --- | --- | --- | --- | --- | ---- | ---- | ---- | ---- | ---- | --- | --- | --- | ------ |
| 1    | José María López     | 1   | 2   | 4   | 1   | 2   | 6   | 21  | C   | 35  | 1   | 1   | Ret | 23  | 1   | 1   | 1   | 34   | 4    | 1    | 3    | 1    | 6   | 1   | 5   | 462    |
| 2    | Yvan Muller          | 34  | Ret | 1   | 2   | 1   | 5   | 103 | C   | 12  | Ret | 4   | 2   | 1   | 2   | 32  | 3   | 23   | 9    | 3    | Ret  | Ret2 | 5   | 53  | 2   | 336    |
| 3    | Sébastien Loeb       | 2   | 1   | 2   | 6   | 73  | 9   | 12  | C   | 43  | 7   | 34  | 5   | 32  | 5   | 43  | 6   | 5    | 3    | 45   | 12   | 3    | 7   | 62  | 6   | 295    |
| 4    | Norbert Michelisz    | 9   | DNS | 74  | 8   | 6   | 10  | 34  | C   | 9   | 4   | 9   | 7   | 7   | 7   | 24  | 7   | 6    | 5    | 54   | 4    | 4    | 3   | 24  | 4   | 201    |
| 5    | Tiago Monteiro       | 5   | 10† | 8   | 3   | 34  | 2   | 7   | C   | 5   | 3   | 73  | Ret | 6   | 4   | 5   | 5   | Ret  | 13   | 7    | 2    | 9    | 9   | 4   | 16† | 186    |
| 6    | Gabriele Tarquini    | DNS | DNS | 32  | 4   | 45  | 8   | 8   | C   | 8   | 2   | 2   | Ret | 85  | 8   | 8   | 4   | 16†2 | 10   | 6    | Ret  | 6    | 1   | 3   | DNS | 182    |
| 7    | Tom Coronel          | Ret | Ret | WD  | WD  | 8   | 4   | 4   | C   | 24  | 5   | 8   | 4   | 5   | 3   | 11  | 10  | 17†  | 2    | 8    | 6    | 7    | 4   | 75  | 8   | 159    |
| 8    | Tom Chilton          | 43  | 4   | 95  | 15  | 13  | 7   | 5   | C   | 6   | Ret | 5   | 6   | 10  | 10  | 6   | Ret | 1    | 8    | Ret  | 7    | 24   | 10  | 12  | 7   | 150    |
| 9    | Gianni Morbidelli    | 15  | 6   | 11  | 9   | 9   | 1   | 65  | C   | 101 | 6   | 12  | 8   | 4   | 6   | 12  | 13  | 45   | 7    | 11   | 13   | 10   | 8   | 10  | Ret | 109    |
| 10   | Robert Huff          | Ret | Ret | 5   | 11  | 11  | 12  | 9   | C   | 12  | Ret | 10  | Ret | 16  | 13  | 7   | 2   | 8    | 1    | 15†  | Ret  | 12   | 11  | 9   | 1   | 93     |
| 11   | Mehdi Bennani        | 7   | DSQ | 13  | 5   | 5   | DNS | 14  | C   | 7   | 8   | 11  | 3   | 13  | 11  | 9   | 8   | 9    | Ret  | 10   | 1    | 11   | Ret | 19† | DNS | 85     |
| 12   | Hugo Valente         | 8   | 3   | 63  | 10  | 10  | 3   | 11  | C   | NC  | Ret | Ret | 9   | 124 | 9   | Ret | Ret | 12   | 11   | 9    | 8    | 5    | Ret | NC  | 3   | 85     |
| 13   | Ma Qing Hua          |     |     |     |     |     |     |     |     |     |     | 6   | 1   | 11  | Ret |     |     | 15†  | 12   | 2    | 5    |      |     | 8   | Ret | 69     |
| 14   | Dušan Borković       | 65  | Ret | 14  | 7   | 12  | 11  | 12  | C   | Ret | Ret | Ret | 11  | 9   | Ret | Ret | DSQ | Ret  | DNS  | 12   | 9    | 8    | 2   |     |     | 41     |
| 15   | James Thompson       | 10  | DNS | 10  | 13  | DSQ | DSQ | DSQ | C   | 13  | Ret | 14  | 12  | 17  | 15  | 10  | 9   | 7    | 6    | Ret  | 10   | 13   | 12  | 11  | 9   | 22     |
| 16   | Mikhail Kozlovskiy   | 11  | 5   | 15  | 14  | Ret | Ret | Ret | C   | 14  | 10  | 15  | Ret | 14  | 12  | 14  | 11  | 11   | DNS  | Ret  | 11   | 14   | 13  | 13  | Ret | 11     |
| 17   | Franz Engstler       | 12  | 7   | 16  | 16  | 15  | 14  | 16  | C   | 15  | 11  | 16  | 13  | 18  | 16  | 15  | 14  | 10   | 14   | 13   | 14   | 15   | Ret | 14  | 10  | 8      |
| 18   | John Filippi         | 14  | 8   | 18  | Ret | 16  | 16  | 18† | C   | 16  | 13  | 18  | 15  | 19  | 19  | 16  | 15† | 13   | 15   | 14   | 15   | 16   | 14  | 16  | 12  | 4      |
| 19   | René Münnich         | Ret | Ret | 12  | 12  | 18  | 13  | 13  | C   | 11  | 9   | 13  | 10  | 15  | 14  | 13  | 12  | Ret  | DNS  | 17†  | Ret  | NC   | 16  | 15  | 11  | 3      |
| 20   | Pasquale Di Sabatino | 13  | 9   | 17  | 17  | 14  | 15  | 17  | C   | 17  | 12  | 17  | 14  | 21  | 16  |     |     |      |      |      |      |      |     |     |     | 2      |
| —    | Felipe De Souza      |     |     |     |     |     |     |     |     |     |     |     |     |     |     |     |     | 14   | Ret  | 16   | 16   | Ret  | 15  | 17  | 13  | 0      |
| —    | Mak Ka Lok           |     |     |     |     |     |     |     |     |     |     |     |     |     |     |     |     |      |      |      |      |      |     | 18  | 14  | 0      |
| —    | Henry Kwong          |     |     |     |     |     |     |     |     |     |     |     |     |     |     |     |     |      |      |      |      | 17   | NC  | DSQ | 15  | 0      |
| —    | Petr Fulín           | DNS | DNS |     |     |     |     | 15  | C   |     |     |     |     |     |     |     |     |      |      |      |      |      |     |     |     | 0      |
| —    | Camilo Echevarría    |     |     |     |     |     |     |     |     |     |     |     |     |     |     | 17  | 16  |      |      |      |      |      |     |     |     | 0      |
| —    | Nikita Misiulia      |     |     |     |     |     |     |     |     |     |     | Ret | 16  |     |     |     |     |      |      |      |      |      |     |     |     | 0      |
| —    | Yukinori Taniguchi   |     |     |     |     | 17  | 17  |     |     |     |     |     |     |     |     |     |     |      |      |      |      |      |     |     |     | 0      |
| —    | Norbert Nagy         |     |     |     |     |     |     |     |     |     |     |     |     | 20  | 18  |     |     |      |      |      |      |      |     |     |     | 0      |
| —    | William Lok          |     |     |     |     |     |     |     |     |     |     |     |     |     |     |     |     |      |      | Ret  | DNS  |      |     | Ret | DNS | 0      |
| —    | Michael Soong        |     |     |     |     |     |     |     |     |     |     |     |     |     |     |     |     | DNS  | DNS  |      |      |      |     |     |     | 0      |
| —    | Pepe Oriola          |     |     |     |     |     |     |     |     |     |     |     |     |     |     |     |     |      |      |      |      |      |     | DNS | DNS | 0      |
| Pos. | Piloto               | MAR | MAR | FRA | FRA | HUN | HUN | SVK | SVK | AUT | AUT | RUS | RUS | BEL | BEL | ARG | ARG | CHN1 | CHN1 | CHN2 | CHN2 | JPN  | JPN | MAC | MAC | Puntos |

| Color     | Resultado                                                               |
| --------- | ----------------------------------------------------------------------- |
| Oro       | Ganador                                                                 |
| Plata     | 2.ª plaza                                                               |
| Bronce    | 3.ª plaza                                                               |
| Verde     | Finalizó en los puntos                                                  |
| Azul      | Finalizó sin puntos                                                     |
| Azul      | NC - No clasificado                                                     |
| Violeta   | Ret - No terminó (Carrera)                                              |
| Rojo      | DNQ - No se clasificó                                                   |
| Negro     | DSQ - Descalificado                                                     |
| Blanco    | DNS - No empezó (carrera)                                               |
| Blanco    | WD - Retirado (fin de semana)                                           |
| Blanco    | C - Carrera cancelada                                                   |
| Sin color | DNP - Inscrito pero no participó                                        |
| Sin color | INJ - Lesionado                                                         |
| Sin color | EX - Excluido                                                           |
| Estado    | Resultado                                                               |
| Negrita   | Pole position                                                           |
| Cursiva   | Vuelta rápida                                                           |
| †         | Abandona, pero clasifica al completar el porcentaje requerido para ello |

### Campeonato de Fabricantes
| Pos. | Fabricante | MAR | MAR | FRA | FRA | HUN | HUN | SVK | SVK | AUT | AUT | RUS | RUS | BEL | BEL | ARG | ARG | CHN1 | CHN1 | CHN2 | CHN2 | JPN | JPN | MAC | MAC | Puntos |
| ---- | ---------- | --- | --- | --- | --- | --- | --- | --- | --- | --- | --- | --- | --- | --- | --- | --- | --- | ---- | ---- | ---- | ---- | --- | --- | --- | --- | ------ |
| 1    | Citroën    | 1   | 1   | 1   | 1   | 1   | 5   | 1   | C   | 1   | 1   | 1   | 1   | 1   | 1   | 1   | 1   | 2    | 3    | 1    | 3    | 1   | 5   | 1   | 2   | 1003   |
| 1    | Citroën    | 2   | 2   | 2   | 2   | 2   | 6   | 2   | C   | 32  | 7   | 34  | 2   | 2   | 2   | 32  | 3   | 3    | 4    | 2    | 5    | 32  | 6   | 52  | 5   | 1003   |
| 2    | Honda      | 53  | 10† | 32  | 3   | 3   | 2   | 3   | C   | 53  | 2   | 2   | 3   | 65  | 4   | 23  | 4   | 61   | 5    | 53   | 1    | 43  | 1   | 23  | 4   | 710    |
| 2    | Honda      | 74  | DNS | 73  | 4   | 4   | 8   | 74  | C   | 74  | 3   | 73  | 7   | 7   | 7   | 54  | 5   | 94   | 10   | 64   | 2    | 64  | 3   | 34  | 16† | 710    |
| 3    | Lada       | 105 | 5   | 54  | 11  | 115 | 12  | 95  | C   | 125 | 10  | 105 | 12  | 14  | 12  | 75  | 2   | 75   | 1    | 15†5 | 10   | 125 | 11  | 95  | 1   | 425    |
| 3    | Lada       | 11  | Ret | 105 | 13  | Ret | Ret | Ret | C   | 13  | Ret | 14  | Ret | 16  | 13  | 10  | 9   | 8    | 6    | Ret  | 11   | 13  | 12  | 11  | 9   | 425    |
| Pos. | Fabricante | MAR | MAR | FRA | FRA | HUN | HUN | SVK | SVK | AUT | AUT | RUS | RUS | BEL | BEL | ARG | ARG | CHN1 | CHN1 | CHN2 | CHN2 | JPN | JPN | MAC | MAC | Puntos |